# Geschiedenis van Papoea-Nieuw-Guinea
Deze pagina geeft een overzicht van de geschiedenis van Papoea-Nieuw-Guinea, van de prehistorische tot de moderne tijd.

## Oudheid
Archeologische opgravingen duiden erop dat de eerste mensen waarschijnlijk zestigduizend jaar geleden voet zetten op Nieuw-Guinea. Zij kwamen waarschijnlijk vanuit Zuidoost-Azië in een ijstijd toen de zee lager lag en er minder afstand zat tussen de verschillende eilanden. De eerste mensen waren jagers en verzamelaars.
Al vroeg begon men met het verbouwen van gewassen. Bij Kuk zijn tekenen van de aanwezigheid van landbouw gevonden daterend tot 9000 v.Chr., vergelijkbaar met vondsten in het Midden-Oosten en Oost-Azië. De hooglanden van Nieuw-Guinea waren een van de naar schatting negen plaatsen wereldwijd waar landbouw zelfstandig tot stand kwam. Ze leefden vooral in de bergen en trokken pas later naar de kust. Tot heden ten dage zijn de bergvalleien dichtbevolkte landbouwgebieden gebleven; toen de valleien in de jaren '30 voor het eerst overvlogen werden, deed het landschap de piloten aan Nederland denken.

## Ontdekkingsreizigers
Toen de eerste Europeanen in de eerste helft van de 16e eeuw arriveerden maakten de bewoners van Nieuw-Guinea en de omliggende eilanden nog steeds gebruik van houten en stenen voorwerpen. De Portugese ontdekkingsreizer Jorde de Menezes gaf het eiland de naam Papoea. Papoea is een Maleisisch woord dat het kroeshaar van de bewoners van het land beschrijft. De toevoeging Nieuw-Guinea kwam van de Spanjaard Yñigo Ortiz de Retez wegens de gelijkenissen tussen de Papoeaas en de inwoners van het Afrikaanse Guinea. In de loop van de daaropvolgende eeuwen bezochten verschillende Europeanen het eiland en brachten de kust verder in kaart, maar hadden weinig aandacht voor de inwoners van Papoea-Nieuw-Guinea. Pas rond 1870 ondernam de Russische antropoloog Nikolaj Mikloecho-Maklaj meerdere expedities naar het gebied en beschreef de levensstijl van de bevolking. De binnenlanden werden pas in de jaren '30 van de 20e eeuw verkend door de Nederlandse en Australische koloniale regeringen.

## Kolonisatie (1883-1941)
De kolonie van Queensland probeerde in 1883 het zuidoostelijk deel van Nieuw-Guinea te annexeren, maar de Britse overheid ging daarmee niet akkoord. Duitsland wilde intussen een aantal kolonies vestigen en begon met de bouw van verschillende nederzettingen in het noorden van het eiland. Groot-Brittannië verklaarde het zuidelijk deel van het gebied in 1884 tot een Brits protectoraat onder de naam Brits Nieuw-Guinea. Vanaf 1902 viel het gebied onder Australisch gezag. De nieuwe aanduiding was Territorium Nieuw-Guinea. Op Papoea-Nieuw-Guinea vond weinig economische activiteit plaats. Australië had een apart bestuurlijk systeem via welk het land geregeerd werd.
In Europa was er een groeiende vraag naar kokosolie. Tegelijkertijd was het Duitse keizerrijk naarstig op zoek naar nieuwe koloniën. Joh. Ces. Godeffroy & Sohn, de grootste handelsmaatschappij in de Pacific, begon kopra te verhandelen vanaf Nieuw-Guinea. Voor het bestuur van het gebied werd een speciale maatschappij gevormd, de Neuguinea-Kompagnie. Zij traden in naam van de Duitse overheid op over het Territorium Papoea. Vanaf 1899 nam de Duitse overheid het directe beheer over. Het onderwijzen van de lokale bevolking kwam in handen van zendelingen. Na het uitbreken van de Eerste Wereldoorlog nam Australië de macht over in de Duitse kolonie. De verschillende plantages kwamen in handen van Australische oorlogsveteranen. In 1921 wees de Volkerenbond het gezag over Nieuw-Guinea als mandaatgebied toe aan Australië. De aanwezigheid van goudmijnen en kokoksplantages brachten een zekere mate van welvaart.

## Tweede Wereldoorlog (1941-1945)

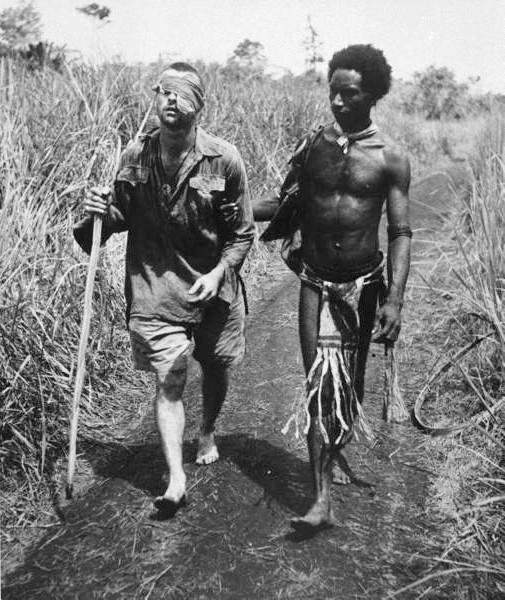
Een Australische soldaat krijgt hulp van een Papoea

Papoea-Nieuw-Guinea bleef tot december 1941 in handen van Australië. Daarna vielen Japanse troepen het gebied aan. Het grootste deel van Nieuw-Guinea, waaronder de eilanden Bougainville en New Britain, viel in handen van Japan. Pas in de laatste maanden van de Tweede Wereldoorlog heroverden Australische en Amerikaanse troepen het gebied.

## Trustgebied (1945-1975)
Na de Japanse overgave werd het bestuurlijk gezag over Papoea-Nieuw-Guinea hersteld. Het Territorium Papoea  en het Territorium Nieuw-Guinea  werden samengevoegd onder de naam Territorium Papoea en Nieuw-Guinea. Met het samenvoegen van beide gebieden werd het voormalige mandaatgebied omgevormd tot een trustgebied van de Verenigde Naties onder gezag van Australië. In 1971 werd de naam van het territorium gewijzigd in Territorium Papoea-Nieuw-Guinea.
Australië nodigde de Wereldbank uit om een missie naar het territorium te sturen om te adviseren over maatregelen op het gebied van politieke en economische ontwikkeling. In 1974 publiceerde de Wereldbank een rapport waarin het raamwerk werd geschetst voor de route naar politieke onafhankelijkheid.

## Onafhankelijkheid (1975-heden)
Uit de eerste verkiezingen in 1972 kwam een regering voort onder leiding van Michael Somare. Hij leidde het land in 1975 naar onafhankelijkheid. In 1980 zegde het parlement het vertrouwen in hem op. Zijn opvolger was Sir Julius Chan. In 1982 keerde Somare weer terug om in november 1985 weer te worden weggestemd. Deze snelle wisseling van het leiderschap is kenmerkend voor de politiek van het land. Daarom werd er nieuwe wetgeving aangenomen waardoor een nieuwe regering in de eerste 18 maanden van haar bestaan niet kan worden weggestemd.
Tussen 1989 en 1997 was op het eiland een bloedige burgeroorlog aan de gang tussen de lokale rebellengroep BRA (Bougainville Revolutionary Army), geleid door Francis Ona, en regeringstroepen. Op een toenmalige bevolking van 200.000 personen kwamen, naar schatting, in deze oorlog 20.000 burgers om, vooral door acties van het regeringsleger. In 1997 volgde een wapenstilstand, en in 1998 werd in Nieuw-Zeeland een voorlopig vredesakkoord getekend, gevolgd door een definitief vredesakkoord in 2001. Bougainville kreeg de status van autonome provincie en uiterlijk 2015 diende in een referendum de toekomst van het eiland bepaald te worden. Dit referendum is uiteindelijk, na een eerder uitstel van 4 maanden, gehouden van 23 november tot 7 december 2019. In dit niet-bindend referendum stemde 98% voor onafhankelijkheid. Het parlement van Papoea-Nieuw-Guinea zal nu moeten bepalen of Bougainville daadwerkelijk onafhankelijk zal worden.
Papoea-Nieuw-Guinea heeft sinds haar onafhankelijkheid goede relaties met Australië. Het land is de grootste financiële donor. De laatste jaren staat de relatie wel onder druk. Zo moest premier Somare bij een bezoek in maart 2005 een veiligheidscheck ondergaan op het vliegveld van Brisbane. Een verzoek om excuses willigde de Australische overheid niet in. Ook een steunpakket met omvang van een half miljard euro leverde problemen op. Het pakket was met name bedoeld om de corruptie en criminaliteit aan te pakken. Aanvankelijk wilde Australië 40 ambtenaren en 200 politieagenten als onderdeel van het pakket. Het hooggerechtshof van Papoea-Nieuw-Guinea oordeelde dat deze maatregel ongrondwettelijk was en de politieagenten werden naar huis gestuurd.
Geschiedenis van: Australië · Fiji · Kiribati · Marshalleilanden · Micronesia · Nauru · Nieuw-Zeeland · Palau · Papoea-Nieuw-Guinea · Salomonseilanden · Samoa · Tonga · Tuvalu · Vanuatu · Noordelijke Marianen · Guam · Amerikaans-Samoa · Cookeilanden · Frans Polynesië · Nieuw-Caledonië · Pitcairneilanden · Wallis en Futuna